# Доротея
Дороте́я — жіноче ім'я грецького походження, жіночий варіант імені Доротей, Дорофій. Походить від грец. Δωροθέα, утвореного від δῶρον («дар») + θεός («Бог»), тобто «дар Божий» (отже, за семантикою аналогічне імені Теодора). Православна канонічна форма — Дорофе́я.
Українські зменшені форми — Дора, Доря, Фея.

## Іменини
- За православним календарем (новий стиль) — 19 лютого (Дорофея Кесарійська (Каппадокійська)), 10 жовтня (преподобна Дорофея).
- За католицьким календарем — 6 лютого (Дорофея Кесарійська (Каппадокійська)), 3 вересня (Дорофея Аквілейська), 30 жовтня (Дорофея з Монтау).

## Відомі носійки
- Доротея-Шарлотта Бранденбург-Ансбахська

### Вигадані персонажі
- Дороті Ґейл — персонаж казки Ф. Баума «Дивовижний чарівник країни Оз», а також інших творів цього циклу

## Інше
- 339 Доротея — астероїд
- Доротея — село в Румунії